# Bartlett Giamatti
Pour les articles homonymes, voir Giamatti.
Angelo Bartlett « Bart » Giamatti (né le 4 avril 1938 à Boston, Massachusetts, États-Unis - mort le 1er septembre 1989 à Oak Bluffs, Massachusetts, États-Unis) est un ancien professeur américain, qui fut président de l'Université Yale et commissaire des Ligues majeures de baseball.
Septième commissaire du baseball, Bartlett Giamatti est celui qui occupa le poste pendant la plus courte durée dans l'histoire, soit 154 jours. Son passage fut cependant déterminant puisqu'il fut marqué par le scandale impliquant Pete Rose, ancien joueur étoile alors gérant des Reds de Cincinnati, qui fut banni à vie du baseball majeur pour avoir parié sur des matchs. 

## Yale
Professeur à l'Université, Giamatti fut président de Yale de 1978 à 1986.

## Baseball
Giamatti fut nommé président de la Ligue nationale de baseball en 1986. Le 8 septembre 1988, il est élu à l'unanimité futur commissaire du baseball et est appelé à succéder à Peter Ueberroth l'année suivante.
Le 24 août 1989, Bart Giamatti est commissaire du baseball lorsqu'il met fin à l'affaire Pete Rose. Ce dernier accepte d'être banni à vie par le baseball majeur, après un scandale de paris illégaux. Selon les termes de l'entente, Rose est exclu du baseball, mais en acceptant ce qui lui est proposé il ne s'avoue pas coupable de ce qui lui est reproché, pas plus qu'il n'est considéré innocent. Il a aussi le droit de demander d'être réintégré après un an, requête qui, en 2015, est rejetée pour une troisième fois.
Bartlett Giamatti est décédé huit jours après la conclusion de l'affaire Pete Rose. En vacances à Martha's Vineyard dans le Massachusetts, il succombe à une crise cardiaque à l'âge de 51 ans. Son ami personnel Fay Vincent lui succédera à titre de commissaire du baseball. La Série mondiale de 1989 sera dédiée à la mémoire de Giamatti et une minute de silence en son honneur sera observée lors des cérémonies entourant la tenue du premier match de la série, le 14 octobre 1989 au Colisée d'Oakland. 

## Vie personnelle
A. Bartlett Giamatti est le père des acteurs Marcus Giamatti, né en 1961, et Paul Giamatti, né en 1967.